# Cucullanus cirratus
Cucullanus cirratus is een rondwormensoort uit de familie van de Cucullanidae. De wetenschappelijke naam van de soort is voor het eerst geldig gepubliceerd in 1777 door Müller.